# Chludziński
Chludziński – polski herb szlachecki, odmiana herbu Cholewa.

## Opis herbu
W polu czerwonym między dwiema klamrami srebrnymi barkami do siebie – miecz ostrzem do góry. 
Klejnot trzy pióra strusie.

## Herbowni
Prawdopodobnie: Chludziński, Chludzieński. 
Odmiana różni się od herbu Cholewa szczegółami, zaś głównie mieczem na wizerunku tarczy, który jest skierowany do góry:

Chludzieński, ziemia łomżyńska 1413 r; piszą się także Chludziński. Są gałęzią Lasockich; w herbie mają miecz ostrzem w górę skierowany. Udowodnili pochodzenie szlacheckie 1825 r. w Królestwie Polskiem.

Herb, jako odmiana istniał zatem co najmniej od 1825 roku.